# Championnat de RDA de football (Bezirksliga) Erfurt
La Bezirksliga Erfurt fut une ligue de football à l’époque de l’ancienne RDA.
Elle couvrait le territoire du district (en allemand : Bezirk) d'Erfurt. Elle était située, dans l’actuel Land de Thuringe.
Durant 31 des 38 saisons de son existence, cette ligue représenta le 3e niveau de la hiérarchie du football est-allemand. De la fin de saison 1954-1955 au terme de la compétition 1962-1963, elle fut le 4e niveau, en raison de la création de la II. DDR-Liga.

## Histoire
Avec la création de la République démocratique allemande, en octobre 1949, une ligue supérieure de football avait été mise sur pied par les autorités communistes dès la saison 1948-1949. Lors du championnat suivant, la plus haute division fut renommée DDR-Oberliga.

Les 15 Bezirke (districts) de 1952 à 1990.

Un an après cette ligue supérieure, la « section football » du Deutscher Sportausschuß (DS) (le comité chargé de la gestion et du contrôle des activités sportives en RDA) décida de constituer un second niveau. Celui-ci fut dénommé DDR-Liga.
En dessous de ces deux premiers niveaux, le football resta structuré sur base de la subdivision administrative du pays en Länder (Brandebourg, Mecklembourg, Saxe, Saxe-Anhalt et Thuringe) auxquels s’ajoutait la zone de Berlin-Est, choisi comme capitale de l’État.
En 1952, les autorités communistes modifièrent le découpage administratif de l’Allemagne de l’Est. Les Länder furent remplacés par 15 districts (en allemand : Bezirk) : District de Berlin, Dresde, Karl-Marx-Stadt, Leipzig, Gera, Erfurt, Suhl, Halle, Magdeburg, Cottbus, Potsdam, Frankfort/Oder, Neubrandenbourg, Schwerin, Rostock.
La structure sportive suivit le mouvement avec la création au sein de chaque Bezirk d’une division la plus haute appelée Bezirksliga.
Sous chaque Bezirksliga se trouvèrent des Bezirksklasse (dont le nombre varia selon la grandeur du district concerné).
La plupart du temps, la Bezirksliga fut jouée sous forme d’une série unique, mais il arriva que certaines comportent, temporairement deux tableaux ou plus.

## Palmarès

### 1952 à 1955 «(niveau 3)»
| Ordre | Saison    | Champion                 | Nom actuel                | Promu | Remarques         |
| ----- | --------- | ------------------------ | ------------------------- | ----- | ----------------- |
| 1     | 1952-1953 | BSG Aktivist Bleicherode | SV Glückauf Bleicherode   | Non   |                   |
| 2     | 1953-1954 | BSG Motor Eisenach       | FC Wartburgstadt Eisenach | Oui   | promu en DDR-Liga |
| 3     | 1954-1955 | BSG Aktivist Bleicherode | SV Glückauf Bleicherode   | Non   |                   |

### Tour de transition (1955)
À la fin du championnat 1954-1955, les autorités est-allemandes décidèrent que les compétitions suivraient le modèle soviétique. C'est-à-dire qu’elles débutèrent au début du printemps et se terminèrent à la fin de l’automne de la même année calendrier. Durant l’automne 1955, il fut disputé un tour de transition (en allemand : Übergangsrunde) sans montée ni descente. Ce système s’arrêta après la saison 1960. Les compétitions reprirent alors selon un schéma plus conventionnel à partir de la fin de l’été 1961, soit huit mois après la fin de la saison précédente.
| Ordre | Saison | Champion        | Nom actuel          | Promu | Remarques                       |
| ----- | ------ | --------------- | ------------------- | ----- | ------------------------------- |
| x     | 1955   | BSG Motor Gotha | FSV Wacker 03 Gotha |       | Pas de montant ou de descendant |

### 1956 à 1963 «(niveau 4)»
En 1955, en plus du passage au modèle soviétique, les dirigeants communistes scindèrent la DDR-Liga, directement supérieure aux Bezirksligen. Si dans l’esprit des politiciens la DDR-Liga n’était que partagée en deux, il était clair que chaque Bezirksliga devint de facto une Division 4.
À partir de la saison 1958 et jusqu’à sa dissolution au terme du championnat 1962-1963 la II. DDR-Liga directement supérieure compta 5 séries. Les 15 champions de Bezirksliga y furent directement promus. En dehors de cette période, un tour final entre les champions de Bezirksliga désigna les montants.
Lors des saisons 1960 et 1961-1962, la Bezirksliga Erfurt se joua en deux groupes. Les deux vainqueurs s’affrontèrent lors d’une finale pour désigner le champion (Bezirksmeister).
| Ordre | Saison    | Champion               | Nom actuel             | Promu | Remarques             |
| ----- | --------- | ---------------------- | ---------------------- | ----- | --------------------- |
| 4     | 1956      | BSG Motor Sömmerda     | FSV Sömmerda           | Oui   | Promu en II. DDR-Liga |
| 5     | 1957      | BSG Motor Nord Erfurt  | FC Erfurt Nord         | Oui   | Promu en II. DDR-Liga |
| 6     | 1958      | SG Dynamo Erfurt       | Polizei SV Erfurt      | Oui   | Promu en II. DDR-Liga |
| 7     | 1959      | BSG Motor Rudisleben   | SV 09 Arnstadt         | Oui   | Promu en II. DDR-Liga |
| 8     | 1960      | SG Dynamo Erfurt       | Polizei SV Erfurt      | Oui   | Promu en II. DDR-Liga |
| 9     | 1961-1962 | BSG Motor Rudisleben   | SV 09 Arnstadt         | Oui   | Promu en II. DDR-Liga |
| 10    | 1962-1963 | BSG Motor Gispersleben | TSV Motor Gispersleben | Non   |                       |

### 1963 à 1991 «(niveau 3)»
À la suite de la dissolution de la II. DDR-Liga à la fin de la saison 1962-1963, chaque Bezirksliga redevint la Division 3.
À partir de la saison 1971-1972 et jusqu’au terme du championnat 1982-1983 la DDR-Liga directement supérieure compta 5 séries. Les 15 champions de Bezirksliga y furent directement promus. En dehors de cette période, un tour final entre les champions de Bezirksliga désigna les montants.
| Ordre | Saison    | Champion                    | Nom actuel                        | Promu | Remarques                                                                                    |
| ----- | --------- | --------------------------- | --------------------------------- | ----- | -------------------------------------------------------------------------------------------- |
| 11    | 1963-1964 | BSG Motor Rudisleben        | SV 09 Arnstadt                    | Oui   | Promu en DDR-Liga                                                                            |
| 12    | 1964-1965 | BSG Motor Nordhausen West   | FSV Wacker 90 Nordhausen          | Non   |                                                                                              |
| 13    | 1965-1966 | BSG Motor Nordhausen West   | FSV Wacker 90 Nordhausen          | Non   | Promu en DDR-Liga                                                                            |
| 14    | 1966-1967 | FC Rot-Weiss Erfurt II      | FC Rot-Weiss Erfurt               | Oui   | Promu en DDR-Liga                                                                            |
| 15    | 1967-1968 | BSG Motor Rudisleben        | SV 09 Arnstadt                    | Non   |                                                                                              |
| 16    | 1968-1969 | BSG Motor Nordhausen West   | FSV Wacker 90 Nordhausen          | Oui   | Promu en DDR-Liga                                                                            |
| 17    | 1969-1970 | BSG Motor Sömmerda          | FSV Sömmerda                      | Non   |                                                                                              |
| 18    | 1970-1971 | BSG Motor Sömmerda          | FSV Sömmerda                      | Oui   | Promu en DDR-Liga avec son vice-champion                                                     |
| 19    | 1971-1972 | FC Rot-Weiss Erfurt II      | FC Rot-Weiss Erfurt               | Oui   | Promu en DDR-Liga                                                                            |
| 20    | 1972-1973 | BSG Motor Eisenach          | FC Wartburgstadt Eisenach         | Oui   | Promu en DDR-Liga                                                                            |
| 21    | 1973-1974 | TSG Ruhla                   | EFC Ruhla 08                      | Oui   | Promu en DDR-Liga                                                                            |
| 22    | 1974-1975 | BSG Motor Weimar            | SC 1903 Weimar                    | Oui   | Promu en DDR-Liga                                                                            |
| 23    | 1975-1976 | FC Rot-Weiss Erfurt II      | FC Rot-Weiss Erfurt               | Non   | Le champion étant relégué, le vice-champion, BSG Umformtechnik Erfurt, fut promu en DDR-Liga |
| 24    | 1976-1977 | BSG Landbau Bad Langensalza | FSV 1996 Preussen Bad Langensalza | Oui   | Promu en DDR-Liga                                                                            |
| 25    | 1977-1978 | BSG Motor Rudisleben        | SV 09 Arnstadt                    | Oui   | Promu en DDR-Liga                                                                            |
| 26    | 1978-1979 | BSG Landbau Bad Langensalza | FSV 1996 Preussen Bad Langensalza | Oui   | Promu en DDR-Liga                                                                            |
| 27    | 1979-1980 | BSG Glückauf Sonderhausen   | BSV Eintracht Sondershausen       | Non   |                                                                                              |
| 28    | 1980-1981 | BSG Motor Eisenach          | FC Wartburgstadt Eisenach         | Oui   | Promu en DDR-Liga                                                                            |
| 29    | 1981-1982 | TSG Ruhla                   | EFC Ruhla 08                      | Oui   | Promu en DDR-Liga                                                                            |
| 30    | 1982-1983 | BSG Robotron Sömmerda       | FSV Sömmerda                      | Oui   | Promu en DDR-Liga                                                                            |
| 31    | 1983-1984 | FC Rot-Weiss Erfurt II      | FC Rot-Weiss Erfurt               | Oui   | Promu en DDR-Liga                                                                            |
| 32    | 1984-1985 | BSG Motor Weimar            | SC 1903 Weimar                    | Non   |                                                                                              |
| 33    | 1985-1986 | BSG Robotron Sömmerda       | FSV Sömmerda                      | Non   |                                                                                              |
| 34    | 1986-1987 | BSG Robotron Sömmerda       | FSV Sömmerda                      | Oui   | Promu en DDR-Liga                                                                            |
| 35    | 1987-1988 | BSG Glückauf Sonderhausen   | BSV Eintracht Sondershausen       | Non   |                                                                                              |
| 36    | 1988-1989 | BSG Union Mühlhausen        | FC Union Mühlhausen               | Oui   | Promu en DDR-Liga                                                                            |
| 37    | 1989-1990 | SV Wacker Nordhausen        | FSV Wacker 90 Nordhausen          | Oui   | Promu en NOFV-Liga                                                                           |
| 38    | 1990-1991 | SV Arnstadt-Rudisleben      | SV 09 Arnstadt                    | Non   |                                                                                              |

## Classements des champions
Parmi les entités différentes qui remportèrent le titre de la Bezirksliga Erfurt, deux clubs se partagèrent le plus de sacres: le Motor Rudisleben et le Motor/Robotron Sömmerda.
| Ordre | Clubs                       | Nom actuel                        | Titres | Autres appellations |
| ----- | --------------------------- | --------------------------------- | ------ | --- |
| 1     | BSG Motor Rudisleben        | SV 09 Arnstadt                    | 6      | BSG Podjomnik Rudisleben,BSG Motor Ichtershausen-Rudisleben |
|       | BSG Motor/Robotron Sömmerda | FSV Sömmerda                      | 6      | SG Sömmerda,SG Rheinmetall,BSG Mechanik Sömmerda,BSG Motor Sömmerda,BSG Zentronik Sömmerda |
| 3     | FC Rot-Weiss Erfurt II      | FC Rot-Weiss Erfurt               | 4      | SG Erfurt-West, SG Fortuna Erfurt, BSG KWU Erfurt, BSG Turbine Erfurt, SC Turbine Erfurt puis le 260/01/1966 devint le FC Rot-Weiss Erfurt. |
| 4     | Motor Nordhausen            | FSV Wacker 90 Nordhausen          | 4      | créé en 1946 comme SG Nordhausen. Avant la saison 1948-1949, la section football du SG Nordhausen fut intégrée au BSG Lokolomotive Nordhausen qui prit le nom de BSG KWU Nordhausen. Le 1er septembre 1949 fut créée la BSG Motor Nordhausen au départ de la BSG IFA-ABUS. la section football de la BSG KWU Nordhausen rejoignit à la fin 1950 la BSG Motor Nordhausen. Lors de la saison 1951-1952, le club prit alors le nom de BSG Motor Nordhausen-West. À partir de 1976, la mention West fut retirée. Le 31 mars 1990, le club prit le nom de FSV Wacker 90 Nordhausen.        |
| 5     | BSG Motor Eisenach          | FC Wartburgstadt Eisenach         | 3      | créée comme SG Eisenach-West en 1946, il fut renommé SG Wartburg Eisenach. En 1949, il devint le ZBSG BMW Eisenach puis en juin 1950, le BSG Motor Eisenach. Après 1990, le club devint le SV Wartburgstadt Eisenach dont la section football prit son indépendance le 01/07/1998 et devint le FC Wartburgstadt Eisenach. |
| 6     | BSG Landbau Bad Langensalza | FSV 1996 Preussen Bad Langensalza | 2      | BSG Empor Bad Langensalza qui fusionna en 1970 avec la BSG Aufbau Bad Langensalza pour former la BSG Landbau Bad Langensalza. Après 1990, le club reprit son nom historique de SV Preußen 01, dont la section football s'en alla en 1996 et fonda le FSV 1996 Preussen Bad Langensalza. |
| 7     | BSG Aktivist Bleicherode    | SV Glückauf Bleicherode           | 2      | SG Bleicherode en 1945, le club fut renommé, en 1949, BSG Kali Bleicherode puis BSG Glückauf Bleicherode et à partir de 1950, BSG Aktivist Bleicherode. Après 1990, il devint le SV Glückauf Bleicherode. |
| 8     | SG Dynamo Erfurt            | Polizei SV Erfurt                 | 2      | créée en 1948 comme SG VP Weimar. Le club fut déménagé à Erfurt en 1953 où il devint le SG Dynamo Erfurt. Après 1990, le Dynamo fut dissous et de nombreuses sections se retrouvèrent dans le nouveau Polizei SV Erfurt. |
| 9     | TSG Ruhla                   | EFC Ruhla 08                      | 2      | Créé en 1945 comme SG Ruhla. En 1949, le club devint la ZSG Ruhla puis en 1952 la BSG Motor Nord Ruhla. En 1965, ce club fusionna avec la BSG Motor Süd Ruhla pour former le TSG Ruhla. Le 19 décembre 1990, le club fut renommé Erbstromtaler FC Ruhla 08. |
| 10    | BSG Glückauf Sonderhausen   | BSV Eintracht Sondershausen       | 2      | créé en 1946 commeSG Sonderhausen, qui devint en 1948, ZSG Industrie Sondershausen. En 1952 deux clubs en découlèrent: BSG Motor Sondehausen (dans le quartier d'Innenstadt) et BSG Aktivist Sonderhausen (dans le quartier de Jecha). Le 01/09/1957, les deux entités fusionnèrent pour créer BSG Eintracht Sonderhausen. Mais le terme Eintracht ne convenait pas aux dirigeants communistes. Deux mois plus tard le club devint le BSG Einheit Mitte Sonderhausen puis en 1960 le BSG Glückauf Sonderhausen. Le 30 avril 1991, le club priot le nom de BSV Eintracht Sonderhausen. |
| 11    | BSG Motor Weimar            | SC 1903 Weimar                    | 2      | SG Weimar-Ost, BSG KWU Weimar, BSG Turbine Weimar, BSG Lokomotive Weimar, BSG Motor Weimar, SV Motor Weimar. Le 22 juillet 1991, le club reprit son nom historique de SC 1903 Weimar. |
| 12    | BSG Motor Gispersleben      | TSV Motor Gispersleben            | 1      | |
| 13    | BSG Motor Gotha             | FSV Wacker 03 Gotha               | 1      | SG Gotha devint peu après SG Vorwärts Gotha. En 1950, le club devint BSG Motor Gotha. Après 1990, il SV Motor Gotha puis en 1993 SV Wacker Gotha. En avril 2003, la section football quitta le SV Wacker 07 Gotha et forma le FSV Wacker 03 Gotha. |
| 14    | BSG Union Mühlhausen        | FC Union Mühlhausen               | 1      | Trois clubs reconstitués après 1945: BSG Post Mühlhausen, BSG Motor Mühlhausen et ASG Vorwärts Mühlhausen. En 1972, la BSG Post et la BSG Motor fusionnèrent pour former la BSG Union Mühlhausen. Après 1990, le club devint le SV Union Mühlhausen. En 1994, le club reprit son ancienne dénomination de SV 1899 Mühlhausen. |

Ancien logo du Motor Rudisleben
Ancien logo du Motor Sömmerda
Ancien logo du Robotron Sömmerda